# 莫克雌醇
莫克雌醇（英語：Moxestrol）是一种雌激素类药物，商品名Surestryl，化学名为11β-甲氧基乙炔雌二醇，与RU-16117是11β-差向异构体，用于治疗更年期综合症和月经失调，在欧洲有上市销售。